# ARTISAN
『ARTISAN』（アルチザン）は、1991年6月18日に発売された山下達郎通算10作目のスタジオ・アルバム。

## 解説
1988年発表の『僕の中の少年』に続くオリジナル・アルバム。「前作がコンセプト・アルバム的な作品だったため、次のアルバムは作家主義・楽曲主義でいこう」という方針を立てていた。アルバムタイトルは“職人”という意味で、『POCKET MUSIC』、『僕の中の少年』と続くコンセプトである“反文化人音楽”の延長であり、「自称アーティスト」のミュージシャンが増え、文化人志向の風潮が蔓延した当時の流れへの反抗心から「ARTIST=芸術家」の対極の言葉として「ARTISAN=職人」というタイトルにしたという。尚、この作品からリリース形態がCDのみとなった（ミュージック・カセットは同日リリース）。また、2曲が先行シングルとしてリリースされ、2曲がリカットされた。

## パッケージ、アートワーク
ジャケットの絵はL.A在住の画家アンドレ・ミリポルスキーによるもの。

## 評価
第33回日本レコード大賞アルバム大賞（ポップス・ロック部門）受賞。受賞の喜びを、電話より生でコメントした。また本人が「実験的には作っている」という「さよなら夏の日」のビデオクリップを披露。ソロデビュー以降、初めてテレビで本人の歌う姿がテレビ放送された（本人が歌う映像が放送されたのはこの時のみ）。

## 収録曲
1. アトムの子
手塚治虫へのオマージュ・ソング。歌詞カードには「-Tribute To King "O.T."-」の記述がある。このアルバムのレコーディング作業の最中に手塚の訃報に接し、タイム・リミット直前に曲の構想を思いつき、リミット10日前に急遽レコーディングを始め、完成に漕ぎ着けた。本人曰く「突貫工事もいいとこ」。曲の概要について「この曲はメロディーとか曲の構成は、あまり重要じゃないんだ。ポイントはあくまでリズム・パターンと歌詞だから」と話している。後にシングル・カットされ、キリンゴールデンビターのCMソングやフジテレビ「サタ★スマ」のテーマ曲として使われた。曲のイントロは『山下達郎のサンデー・ソングブック』のオープニングで使用されている。「手塚治虫2009」テーマソングにも採用された。なお、歌詞の中では「百万馬力」とあるが、公式設定で10万馬力である[注釈 3]。ベスト・アルバム『TREASURES』[注釈 4]とオールタイム・ベスト『OPUS 〜ALL TIME BEST 1975-2012〜』[注釈 5]に収録された。
2. さよなら夏の日
先行シングル。元々、第一生命のCMソングとして制作された。また、後にケンタッキーフライドチキンや三菱電機のDIATONE SOUND NAVI（カーナビゲーション）のCMにも使用されている[2]。この曲も、後に『TREASURES』[注釈 4]と『OPUS 〜ALL TIME BEST 1975-2012〜』[注釈 5]に収録された。CMソングとして制作されたが「歌詞の内容はあまりそれとは関係なくて、高校生の時の思い出が元になっている。高校時代、彼女ととしまえんのプールへ行ったら、突然夕立が降ってきた事があって。それをかなり美化して作ったのがこの歌詞」だという。「要するにこれも『僕の中の少年』の延長で、チャイルドフッドからの卒業がテーマ。この曲を作ったのは、僕の子どもが小学校に入るか入らないかぐらいの頃で、だからこういうテーマの曲を書くことになったんだろうね」と、曲の概要について語っている。また、曲調については「この曲はブラックミュージックの語法で作ったバラードだから、今でもメロディーラインが通用する。白人のMOR系のバラードに比べると、ブラックミュージック系のメロディーは、そう簡単には色褪せない」としている。詞・メロディー・アレンジの起承転結が有機的で気に入っているが、唯一の不満は歌で、締め切りに追われ、朝5時に2回程度しか歌っていない状態だったため、後悔しているという。『TREASURES』[注釈 4]の時に入れ直しを試みたが、雰囲気が圧倒的にオリジナルの方が良かったため、それだけに最初の歌入れの時点でのコンディション面が惜しまれる、としている。ヴォーカルやコーラスの他、ギター、パーカッション、キーボードの他コンピュータ・プログラミングまで全て山下自身が行ってレコーディングしている事も思い入れが強い一因だという。前年には、デビー・ギブソン（Debbie Gibson）が自ら作詞を手がけ、同曲を「Without You」[注釈 6]としてリリースしている[注釈 7]。
3. ターナーの汽罐車 -Turner's Steamroller-
この曲について「元々はロックン・ロールを作ろうと思ってたんだ。けれど、ただのロックン・ロールじゃつまらないから、間奏やエンディングのコード進行をちょっとひねったら、耽美的なニュアンスが生まれて、それが詞のイメージを喚起させた。元々曲は『僕の中の少年』の時に生演奏で1回レコーディングしたんだけど、狙った感じが、なかなかイメージ通りに行かなくて『ARTISAN』まで持ち越して同期でやることにしたの。音楽的にはU2みたいな曲を作りたかったんだ。どこが? って言われるかも知れないけど」と語っている。詞のモチーフについては「青山のCAYにドラマティックスを観に行った時、ワンレンで黒のボディコン…時代だな…の女の子が、通路にうずくまって泣いてたんだよね。その姿が目に焼き付いて、男女の心のすれ違いを、カフェバー…これも死語だね…のようなお店を舞台にして表現しようと思いついた。その店にはターナーの絵が飾ってある設定にして、ターナーの『雨、蒸気、速力』の抽象的な世界と男女の倦怠というムードを結び付けようと思った」と振り返っている。のちにエンディングにもヴォーカルが入っているシングル・ヴァージョンとして、リカットされた。日産・スカイラインR32後期型CMソング。この曲も、後に『TREASURES』[注釈 4]と『OPUS 〜ALL TIME BEST 1975-2012〜』[注釈 5]に収録された。
4. 片想い
この曲について、山下は「歌詞の面では、これは全くの創作。音源モジュール、ローランドD-110でリズム・パターンを作って、コード進行にメロディーを後からはめる、という得意のパターンで作った曲。ホーム・レコーディングをそのままスタジオに持ち込んで最後までいった。「＜片想い＞というテーマの歌は世の中にたくさんあるじゃない? だから“フィルムの中で微笑む”よりは“ビデオの中で微笑む”のほうが80年代だなと思ったり、そういう職業作詞家的な意識で歌詞を作った。これもリズム・パターンとコード進行、アレンジ、メロディーラインの整合性がとてもとれてて、自分ではわりと好きな曲だね」と語っている。
5. Tokyo's A Lonely Town
トレイドウインズ「ニューヨークは淋しい町 (New York's A Lonely Town)」のカヴァー。「デイヴ・エドモンズがこの歌の替え歌『London's A Lonely Town』というカヴァーを発表したから『Tokyo's A Lonely Town』があってもいいんじゃないか、と。で、色々考えて、原曲の“From Central park to Pasadena”を“From Gaien（外苑） park to Pasadena”にしたりしてシチュエーションを東京に置き換えた。昔から英語のカヴァー・ソングに対訳をつけてみたいとも思ってたんで、それも絡めた。要するにこれは一種の洒落なんだ。これも最初は生のドラムスで録音したんだけど、どうしても平坦なオケしかできなかったので、居直って同期でやることにしたんだ」と語っている。
6. 飛遊人 –Human–
本作からリリース形態がCDに完全移行したが、アナログ盤に対するこだわりがあり、「本当は15曲入れようと思えば出来たんだけど、僕としては、アルバム全体を50分以内に収めたかった。それとA面とB面という感覚をどうしても残したかったんで、何かクッションになるような曲を入れようと思って、それでこの曲を作ったんだ」という。折しもアルバムのレコーディング中に全日空のヨーロッパ就航CMのCMソングを制作する事になり、CMのために制作した後半部分に、前半の弾き語り部分を足して作り上げた。「言ってみれば、『MELODIES』の<黙想>や『RIDE ON TIME』の<おやすみ>と同じようなもので、完全な小品ですね。こういう小品だったら10曲でも20曲でも作れる。こういう曲は俳句みたいなもので、俳句には俳句の難しさがあるけど、僕はCM作家歴が長いから、30秒でメロディーをまとめるというようなことは得意でね。かなり訓練してきたから」と語っているが、この当時、同時発売された本作のミュージック・カセットでは、A・B面とも、アルバム全体が収録されている。
7. Splendor
従来の4リズムの編成に、重実徹のキーボードを加えた5リズムでレコーディングされた。「2キーボードでのリズム録りセッションは、後にも先にもこれ一度だけ。テイストとしてはアイリッシュ。U2とは言わないけど、アイリッシュっぽいメロディー進行になってる。この頃は結構U2を聴いてたんだ（笑）。これはなかなかいい演奏だと思うよ。よくまとまってて、青山君の音数の少ないオカズがよく映えてる」という。歌詞は2〜3人の職業作詞家に依頼したが、望んだ感じにはあがって来なかったという理由から、山下自身が書いている。
8. Mighty Smile（魔法の微笑み）
曲調は、モータウンに影響を受けたニューヨークのシャッフル・ミュージックで、ジェリー・ロスやボブ・クリューなどのプロダクションで作られるような曲にしようと意図して制作したという。コード進行は「完全にモータウン風、あるいはトレイド・マーティンというか…」と語る。「これも最初は生ドラム・生ベース・生ピアノでレコーディングしたんだけど、こういう使い古されたリズム・パターンだと全然新鮮味が無くてね。結局、これもコンピューターでいくことにして、後から難波君に生ピアノを入れてもらった」という。また、この曲のギター・ソロについては「ジェリー・ラガフォイとか、バート・バーンズといった、ニューヨークのディープ・ソウルというか、そういった流れがモロやりそうな世界。自分がいかにそういうギタースタイルに影響されているか、ということだよね」と答えている。本作中この曲のみ竹内まりやの作詞。竹内には「たった11行で何を書けばいいんだ」と言われたというが、「カミさんらしいポジティブな詞だね」と話している。
9. “Queen Of Hype” Blues
曲制作に関して「これも音源モジュールをいじっているうちに出来た曲。専門的な話になっちゃうけど、シンセ音源のベースのチューニングを思いっきり短くして、そのベース音をパーカッションの代わりに使ってみると、面白い効果が出たんだよ」と語っている。コード進行が変わっていて「モード的」な曲調になり、気に入っているという。「HEY REPORTER!」（『FOR YOU』収録曲）や「俺の空」（『Ray Of Hope』収録曲）に見られるシニカルな題材の作品で、ボーカル・エフェクターとしてハーモナイザーが使用されている。
10. Endless Game
1990年のTBSテレビドラマ『誘惑』主題歌。原作は連城三紀彦の『飾り火』。曲制作にあたって、上下巻の原作本を読み込んでから臨んだという。「とっても暗い話でね。面白かったんだけど、とにかく暗いんだ。だからマイナー・メロディーになったんだけど、こういう“ザ”の付くようなマイナー・メロディーを書いたのは初めてだった。僕はいわゆる短調の曲が嫌いでね。Am-Dm-E7なんてのが許せなくて、ほとんど書いた事が無かった」という。「これは作家としての山下達郎の中から出てきた曲だから、いざ自分で歌う段になると、自分の声がオケからえらく浮いちゃってね。しょうがないんで、マイクを下の方にセッティングして、うつむいて歌ったんだよね。そしたら声がくぐもって、オケに合ったという。歌をオケに合わせるなんてのは前代未聞で珍しい事だった」と語っている。この曲も、後に『TREASURES』[注釈 4]と『OPUS 〜ALL TIME BEST 1975-2012〜』[注釈 5]に収録された。
11. Groovin'
ヤング・ラスカルズのカヴァー。この曲の演奏自体はあまり気に入っておらず、「もうちょっとどうにかなったと思うんだけど、でもまぁ、そもそもこの<Groovin'>は曲自体が難しいから誰がカヴァーしても大したものにならないんだ。ま、これも洒落だね」という。元々このカヴァーは、JFN系『プレミア3』（TOKYO FM）の番組テーマとして制作されたもの。「時間が無かったから、パッパッと仕上げちゃった。<片想い>と同じで、音源モジュール1台だけで作った。番組自体は『ARTISAN』が出る直前に終わっちゃったので、ここに入れておかないと、永久にお蔵入りになる恐れがあって、入れることにしたんだ」という。その後同じくJFN系『サンデー・ソングブック』（TOKYO FM）のエンディング・テーマとして使われている。

## クレジット

### アトムの子
| Words & Music by Tatsuro Yamashita |
| © 1991 Smile Publishers inc.       |
|                                    |

| 山下達郎   | - Drum Programming, Computer Programming, - Electric Guitar, Synthesizers, Glocken, - Effects, Percussion & Background Vocals |
| 浜口茂外也 | Percussion |
| 竹内まりや | Background Vocals |
| 村田和人   | Background Vocals |
| 杉真理     | Background Vocals |

### さよなら夏の日
| Words & Music by Tatsuro Yamashita          |
| © 1991 Nichion inc. & Smile Publishers inc. |
|                                             |

| 山下達郎 | - Drum Programming, Computer Programming, - Electric Guitar, Acoustic Piano, - Synthesizers, Hand Bells, - Percussion & Background Vocals |

### ターナーの汽罐車 -Turner's Steamrollers-
| Words & Music by Tatsuro Yamashita |
| © 1991 Tenderberry Music inc.      |
|                                    |

| 山下達郎 | - Drum Programming, Computer Programming, - Electric Guitar, Acoustic Guitar, - Synthesizers & Background Vocals |
| 難波弘之 | Acoustic PIano                                                                                                   |

### 片想い
| Words & Music by Tatsuro Yamashita |
| © 1991 Tenderberry Music inc.      |
|                                    |

| 山下達郎 | - Drum Programming, Computer Programming, - Symthesizers, Glocken & Percussion |

### Tokyo's A Lonely Town
| Words & Music by Pete Andreoli & Vincent Poncia                                                                                        |
| Adaptations by Tatsuro Yamashita |
| - “New York is A Lonely Town” - © UNICHAPPELL MUSIC INC. - Rights for Japan Assighned to - CHAPPELL/INTERSONG K.K. - c/o. Nichion inc. |
| |

| 山下達郎 | - Drum Programming, Computer Programming, - Electric Guitar, Acoustic Guitar, - Synthesizers, Hammond Organ, Glocken, - Percussion & Background Vocals |
| 難波弘之 | Acoustic Piano |

### 飛遊人 -Human-
| Words & Music by Tatsuro Yamashita |
| © 1991 Smile Publishers inc.       |
|                                    |

| 山下達郎 | - Acoustic PIano, Synthesizers - & Background Vocals |

### Splendor
| Words & Music by Tatsuro Yamashita |
| © 1991 Smile Publishers inc.       |
|                                    |

| 山下達郎   | - Electric Guitar, Synthesizers, - Percussion & Background Vocals |
| 青山純     | Drums                                                             |
| 伊藤広規   | Electric Bass                                                     |
| 松田真人   | Acoustic Piano                                                    |
| 重実徹     | Synthesizers                                                      |
| 竹内まりや | Background Vocals                                                 |
| 村田和人   | Background Vocals                                                 |
| 杉真理     | Background Vocals                                                 |

### Mighty Smile（魔法の微笑み）
| Words by Mariya Takeuchi     |
| Music by Tatsuro Yamashita   |
| © 1991 Smile Publishers inc. |
|                              |

| 山下達郎                    | - Drum Programming, Computer Programming, - Electric Guitar, Hammond Organ, - Synthesizers, Percussion - & Background Vocals |
| 難波弘之                    | Acoustic Piano |
| 数原晋                      | Trumpet |
| 林研一郎                    | Trumpet |
| 平内保夫                    | Trombone |
| Jake H Concepcion Tenor Sax | |
| 平原智                      | Baritone Sax |
| 竹内まりや                  | Background Vocals |

### “Queen Of Hype” Blues
| Words & Music by Tatsuro Yamashita |
| © 1991 Smile Publishers inc.       |
|                                    |

| 山下達郎 | - Drum Programming, Computer Programming, - Electric Guitar, Electric Piano, - Synthesizers, Glocken, Effects - & Background Vocals |

### Endless Game
| Words & Music by Tatsuro Yamashita          |
| © 1990 Nichion inc. & Smile Publishers inc. |
|                                             |

| 山下達郎 | - Computer Programming, Acoustic Guitar, - Electric Sitar, Acoustic Piano, - Synthesizers, Glocken, Percussion - & Background Vocals |
| 青山純   | Drums |
| 粉川忠範 | Trombone |

### Groovin'
| Words & Music by Felix Cavaliere & Eddie Brigati                                      |
| - © 1967 DOWN TOWN MUSIC CO. - Rights for Japan assigned to - CHAPPELL/INTERSONG K.K. |
|                                                                                       |

| 山下達郎 | - Drum Programming, Computer Programming, - Electric Nylon Guitar, Synthesizers - & Background Vocals |
| 重実徹   | Synthesizers                                                                                          |
|          | |

| Synthesizers Operated by | - Kazuo Shina - & Tatsuro Yamashita |
|                          |                                     |

| Kazuhito Murata by the courtesy of Toshiba EMI |
| Masamichi Sugi by the courtesy of Sony Records |

### スタッフ
| - PRODUCED AND ARRANGED BY TATSURO YAMASHITA - for Tenderberry Music |
| - All Songs Written & Composed by Tatsuro Yamashita - except noted.  |
|                                                                      |
| Exective Producer: Ryuzo “Junior” Kosugi                             |
| Recording Engineers: Yasuo Sato & Tatsuya Nakamura                   |
| Remix Engineer: Yasuo Sato                                           |
|                                                                      |

| Assistant Engineers: | - Tatsuya Nakamura, Jiro Takita - & Toru Oka |

| Recording & Mixing Studio: | - Smile Garage - Shibaura, Tokyo |

| Additional Recording Studios: | Onkio Haus, Tokyo Fan & Hitokuchizaka |

| Mastering Engineer: Mitsuharu Kobayashi          |
| Mastering Studio: Sony Music Shinanomachi, Tokyo |

| A&R Co-ordinators: | - Susumu Koizumi (MMG ING.) - & Shin Katayama (Smile Co.) |

| Session Co-ordinator: Kenji Sakai (CMC)    |
|                                            |
| Art Direction: Katsuhiro Ito & Osamu Honda |
| Cover & Inner Art: Andre Miripolsky        |
| Photography: Hisako Okubo                  |

## リリース履歴
| # | 発売日         | リリース                  | 規格 | 品番         | 備考 |
| - | -------------- | ------------------------- | ---- | ------------ | --- |
| 1 | 1991年6月18日  | MOON ⁄ MMG                | CD   | AMCM-4100    | |
| 2 | 1991年6月18日  | MOON ⁄ MMG                | CT   | AMTM-4100    | カセット同時発売。A・B面それぞれに、全11曲収録（両面とも同内容）。 |
| 3 | 1999年6月2日   | MOON ⁄ WARNER MUSIC JAPAN | CD   | WPCV-10026   | 品番改定によるエム・エム・ジー盤の再発。 |
| 4 | 2021年8月18日  | MOON ⁄ WARNER MUSIC JAPAN | CD   | WPCL-13305   | - 『ARTISAN -30th Anniversary Edition-』 - 2021年リマスター+ボーナス・トラック収録。 |
| 5 | 2021年8月18日  | MOON ⁄ WARNER MUSIC JAPAN | 2LP  | WPJL-10143/4 | - 『ARTISAN -30th Anniversary Edition-』 - 2021年リマスター音源をディスク2枚に分けて4面に収録した、重量盤180g仕様の2枚組LP（初アナログレコード化）。                                                                                            |
| 6 | 2025年10月22日 | MOON ⁄ WARNER MUSIC JAPAN | LP   | WPJL-10262   | - 【TATSURO YAMASHITA MOON VINYL COLLECTION】 - 2025年ヴァイナル・カッティング、180g重量盤による完全生産限定。山下達郎自身によるライナー付き。アナログ盤全6タイトル購入者応募抽選特典「豪華アナログ盤収納ケース」抽選応募用シリアルコード封入。 |
| 7 | 2025年10月22日 | MOON ⁄ WARNER MUSIC JAPAN | CT   | WPTL-10011   | - 【TATSURO YAMASHITA MOON CASSETTE COLLECTION】 - 2025年リマスタリング音源使用の“2025 Edition”、完全生産限定。山下達郎自身によるライナー付き。カセット全6タイトル購入者応募抽選特典「豪華カセット収納ケース」抽選応募用シリアルコード封入。    |